# Hong Sook-ja
Hong Sook-ja, née le 25 juin 1933 à Séoul (Corée), est une femme politique, diplomate et féministe sud-coréenne. Présidente du Conseil international des femmes entre 1986 et 1988, elle est la première femme à se porter candidate à une élection présidentielle, lors du scrutin de 1987, se retirant toutefois au cours de la campagne.

## Biographie
Hong Sook-ja naît en 1933. Après sa naissance, sa mère est soumise à une pression croissante de la part des membres de sa famille afin d'enfanter un fils ; on envisage même de trouver une concubine à son mari. Finalement, un garçon vient au monde mais Hong rappelle que cette histoire l'a influencée dans sa compréhension de l'inégalité entre les hommes et les femmes.
Elle est diplômée de l'université Dongguk en 1955 et de l'université de Boston en 1958, après avoir étudié les sciences politiques et les affaires internationales. Elle travaille ensuite pour le ministère sud-coréen des Affaires étrangères. Comptant parmi les premières femmes diplomates de l'histoire du pays, elle nommée vice-consul à New York en 1965. Elle est professeur à l'université Dongguk à partir de 1979. De 1986 à 1988, elle est présidente du Conseil international des femmes.
Le 11 novembre 1987, le Parti social-démocrate choisit Hong Sook-ja comme candidate à l'élection présidentielle. Elle devient ainsi la première femme à mener une campagne présidentielle dans l'histoire sud-coréenne.
Le jour de sa nomination en tant que candidate, elle prononce un discours dans lequel elle déclare que « les femmes présidentes créeront des miracles politiques ». Elle promet de promouvoir des femmes ministres et des politiques audacieuses pour la libération des femmes. Cependant, elle est marginalisée par les autres candidats masculins, recevant peu d'attention des médias. Le 5 décembre, elle se retire de la course présidentielle, expliquant qu'elle n'avait jamais eu l'intention de devenir chef de l'État. Elle est alors consciente que le Parti social-démocrate n'est pas assez puissant et influent pour l'emporter, reconnaissant également qu'il n'était pas possible qu'elle soit élue présidente, dans la mesure où la Corée était encore une société dominée par les hommes. Elle apporte ensuite son soutien au candidat Kim Young-sam et déclare lors d'un rassemblement : « La première tâche à laquelle nous devons maintenant faire face est de mettre fin à la dictature militaire, et j'ai décidé de soutenir le principal candidat sans tenir compte de mes différences idéologiques » (elle fait référence au régime militaire du président en fonction, Chun Doo-hwan, qui accepta d'organiser une élection présidentielle au suffrage universel direct, confronté à des manifestations pour la démocratisation du régime). Cependant, Kim Young-sam échoue face au général Roh Tae-woo ; il sera finalement élu en 1993.

## Ouvrage
- Hong Sook-ja, Toward the High Place (en coréen : 저 높은 곳을 향하여), (Séoul : Yeobaek Media, 2006).  (ISBN 8958660236).

## Source
- (en) Cet article est partiellement ou en totalité issu de l’article de Wikipédia en anglais intitulé « Hong Sook-ja » (voir la liste des auteurs).